# Colònia índia Paiute Bridgeport de Califòrnia
La Colònia índia Paiute Bridgeport de Califòrnia és una tribu reconeguda federalment dels paiute del nord al comtat de Mono, Califòrnia.

## Reserva
La Colònia índia paiute Bridgeport és una reserva federal del comtat de Mono, vora la frontera de Nevada, en la comunitat no incorporada de Bridgeport (Califòrnia). La reserva té 40 acres (160 metres quadrats). A la colònia hi viuen aproximadament 21 dels 105 membres registrats de la tribu. La reserva es troba vora la cantonada sud-est del Bridgeport Reservoir.

## Llengua
Els paiute de Bridgeport tradicionalment parlen paiute del nord, que forma part de la branca numic occidental de la família lingüística Uto-Asteca. Llur dialecte sovint és anomenat "Paiute Septentrional del Sud de Nevada." Utilitzen el sistema d'escriptura de Bridgeport.